# Gerald McBoing-Boing (serie de televisión)
Gerald Mc Boing Boing es una serie animada canadiense spin-off de la serie animada del mismo nombre, fue producida por Cookie Jar Entertainment y animado por Mercury Filmworks. La serie es emitida por Teletoon en Canadá, en los Estados Unidos fue emitido como parte de la programación del bloque Tickle-U en Cartoon Network hasta 2006.
La primera temporada se produjo con 26 episodios (52 segmentos). La segunda temporada, producida alrededor del 2007, se estreno en Teletoon por los primeros episodios en 2008, y el canal estreno el resto el 20 de enero del 2010 como parte de un maratón (que se hizo por alrededor de 12 horas) con temática de Gerald Mc Boing Boing. Este maratón se emitió antecediendo una emisión de Isla del drama, del cual, en un comercial perdido que se emitió ese mismo día, Chris McLean (personaje de Isla del drama) lo anunció.

## Trama
Durante el transcurso del episodio se puede ver que la serie relata sobre la vida de Gerald McBoing-Boing un niño de aproximadamente siete años de edad el cual solamente puede comunicarse por diferentes tipos de sonidos, la serie muestra la vida diaria de Gerald relacionándose con amigos, su familia o en la sociedad en sí, también existen cortos en la serie los cuales se pueden encontrar gags y en otros los cuales relatan aventuras fantásticas protagonisado por el mismo en donde es acompañado por sus amigos Jannie y Jacobo.

## Lista de episodios
1. "Cuckoos & Pirates" & "Parades, Honking & Mumbling Mummies"
2. "Monkeys, Wrestling & The World's Greatest Super Spy" & "The Dentist, The Sheep & The Two Anniversary Gifts"
3. "Ghosts, Owls & An Evil Witch" & "Art, Glass & The Deep Dark Jungle"
4. "Carnivals, Phones & Sneezing Dragons" & "Cars, Bees & Magic Puppies"
5. "Good Deeds, Librarians & Aliens" & "Tornado, Chicken & Circus"
6. "Burp, Cry Baby Blues & The Return of Scritchy McBeard" & "Videos, Cats & Superheroes"
7. "Dog Tricks, Spare Change & The Lost Snowmen" & "Mini-Golf, Checkers & Bad Manners"
8. "Swings, Cans & The Flying Ace" & "Photos, Radio & Knights"
9. "Hot Rod, Elevators & Genie Meanie" & "Cheese, Birds & Cave Kids"
10. "Hide-N-Seek, Escapes & The Beanstalk" & "Haircuts, Opera & The Albino Alligator"
11. "Camping, Watchdogs & Janinerella" & "Hardware, Hair & Hairy Weather"
12. "Thin Ice, Squeaky Shoes & Leprechauns" & "Museum, Coyotes & A Race Around the World"
13. "Hopscotch, Hugs & Hunchbacks" & "Lost Dogs, Horses & Monsters"
14. "Sleepover, Chalkboard & Trojan Cow" & "Popcorn, Shadows & 20,000 Boings Under the Sea"
15. "Burping Hero, Dog Whistle & The Incredible Shrinking Gerald"/"Play, Cleaning & The Royal Crown Quest"
16. "Telescopes, Hiccups & The Boing Boing Express"/"Book Clubs, Broccoli & The Mighty Ding Dong"
17. "Loud, Drive-thru & Ben Hur"/"Stings, Beeps & Pings"
18. "Monsters, Snowblowers & The Planet Bedtime"/"Fairs, Mimes & Dragons"
19. "Doctor, Pigeons & Gerald McShakespeare"/"Baby Sister, Chalk & King Gerald"
20. "Ice, Fog & Wolves"/"Auctions, Soda Pop & The Surfing Thief"
21. "Karate, Slurps & Wrinklystiltskin"/"Tap-Dancing, Convertibles & The Three Musketeers"
22. "Magic, Showers & Mermaids"/"Lunchboxes, Car Wash & Robot Jacob"
23. "Planes, Parrots & Party Clothes"/"Growls, Paper & Flying Horses"
24. "Fish, Skis & Rocket Ships"/"Rockstar, Strongman & Name that Sound"
25. "Sports, Banks & Queen Long Big Nose the Third"/"Pinball, Parks & Princesses"
26. "Red Light, Rain & Sneezing Flowers"/"Arcades, Scanners & News"